# Aristotelia chilensis
Aristotelia chilensis o maqui,  es una especie botánica de planta fanerógama de la familia de las elaeocarpáceas, nativa de Chile y zonas adyacentes del sur de Argentina.

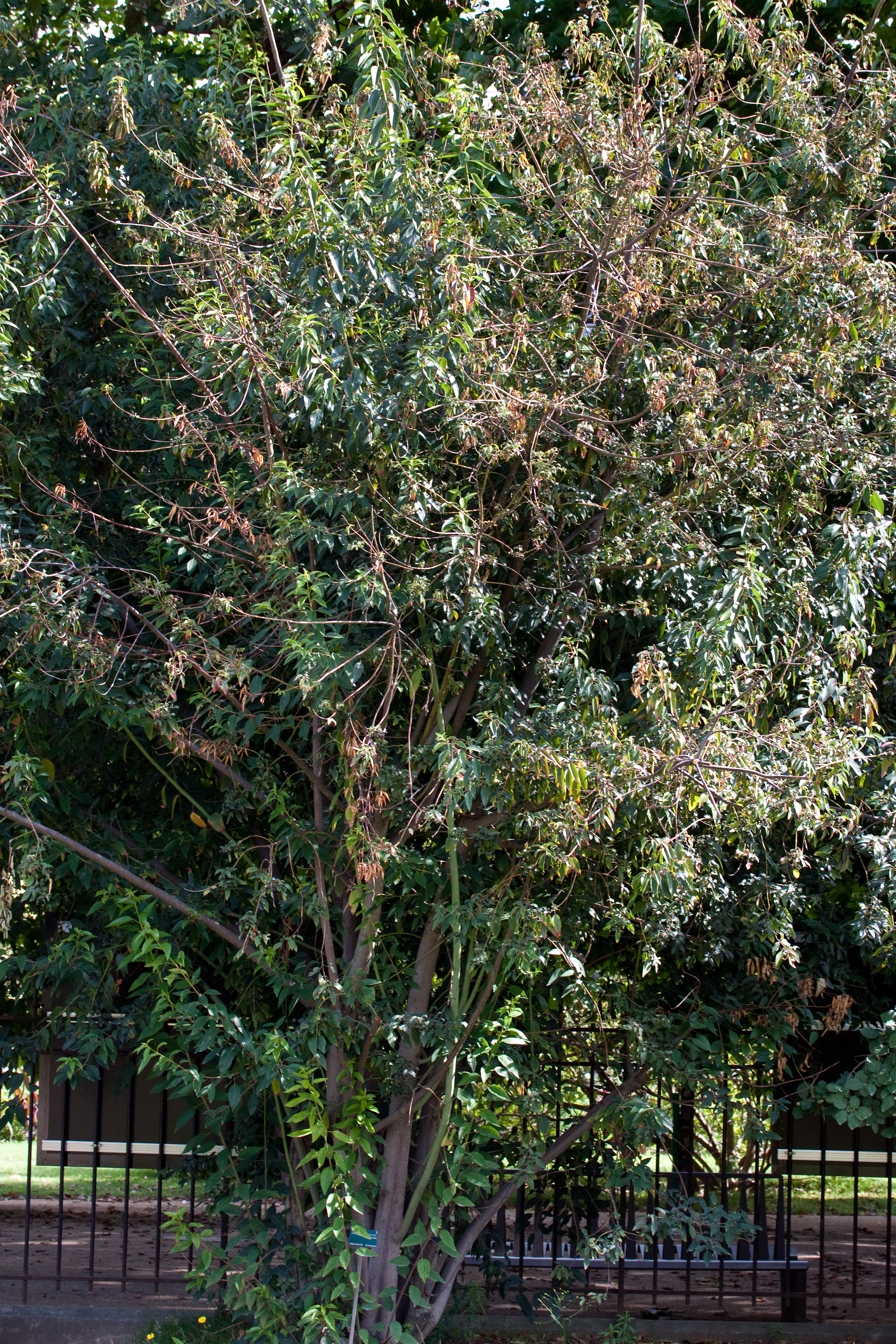
Vista general

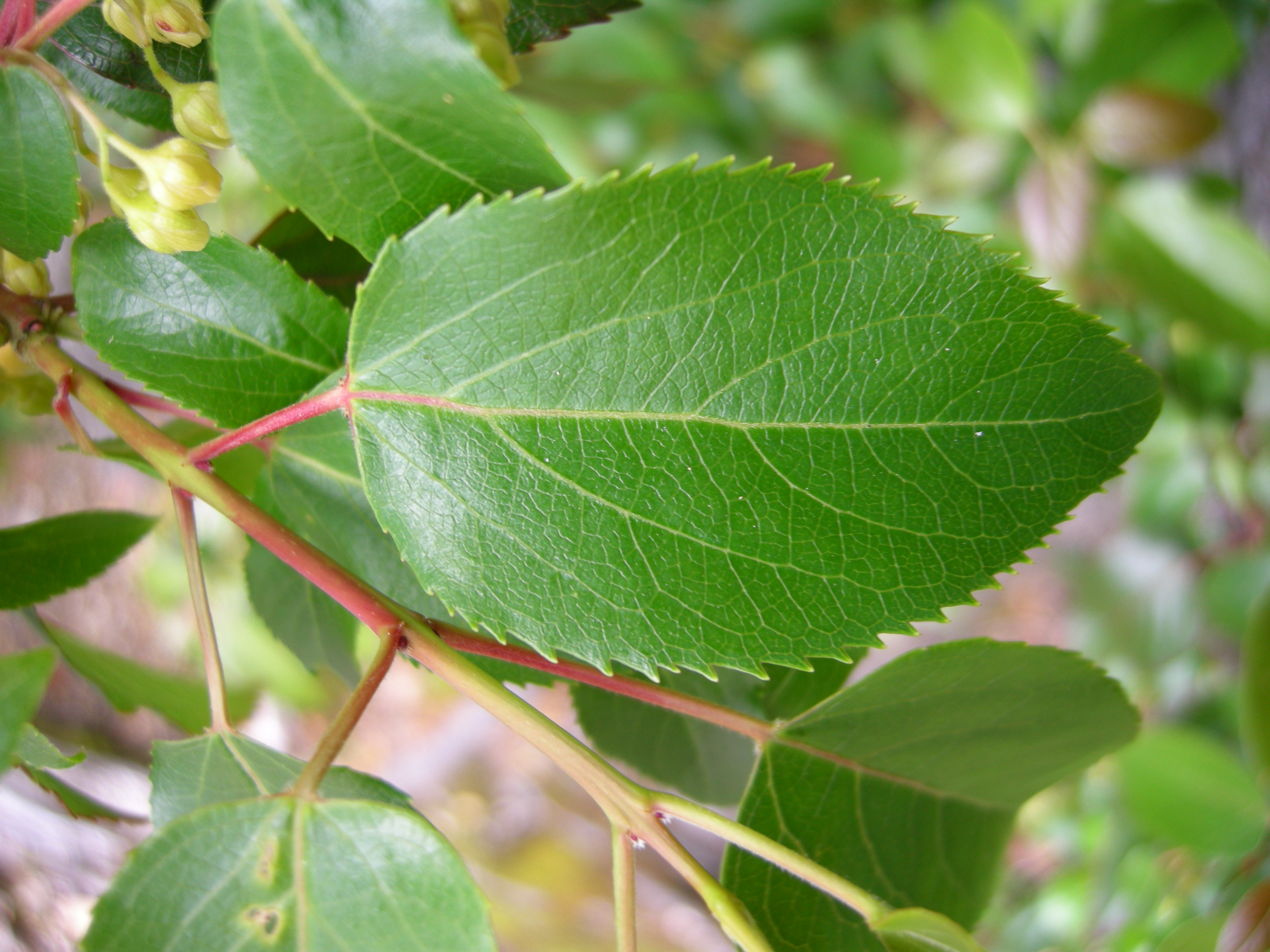
Detalle de las hojas

## Características
Es un pequeño árbol dioico, que alcanza una altura de entre 4-5 m, siempre verde, con tronco dividido que posee una corteza lisa. Sus ramas son abundantes, delgadas y flexibles. 

## Distribución y hábitats
En Chile, la especie se distribuye desde la región de Coquimbo hasta la región de Aysén, encontrándose también como especie invasora en el archipiélago Juan Fernández. En Argentina, se encuentra desde la provincia del Neuquén hasta el norte de la provincia del Chubut. Es muy adaptable a varios climas, puesto que suele crecer en cerros donde hay competencia por el agua en la zona centro, mientras que por la zona sur, donde hay abundancia de agua, compite con plantas como la mora, la correhuela o las frambuesas.

## Usos
Su fruto, junto a los de la murta (Ugni molinae), es uno de los frutos nativos comestibles más característicos y conocidos del sur de Chile. 
El fruto es considerado un fruto silvestre, y ha sido consumido por la población desde siempre . Además, puede ser empleado para la preparación de chicha, como registró el naturalista francés Claudio Gay en su "Atlas de Historia Física y Política de Chile" de 1844. Actualmente, también se suele utilizar para hacer mermeladas, jugos y en la preparación de curanto. 
Las hojas jóvenes son totalmente comestibles y se pueden ingerir en forma de ensaladas, similar a la preparación de la lechuga.
En medicina tradicional, el fruto es empleado como astringente. Las hojas sirven para quemaduras; el jugo de las hojas para enfermedades de garganta; la infusión de hojas se utiliza para heridas, tumores, garganta inflamada, diarrea; y como analgésico y febrífugo. Las hojas secas sirven para curar heridas y como vulneraria.
Como planta ornamental se ha cultivado en España.

### Uso tradicional Mapuche

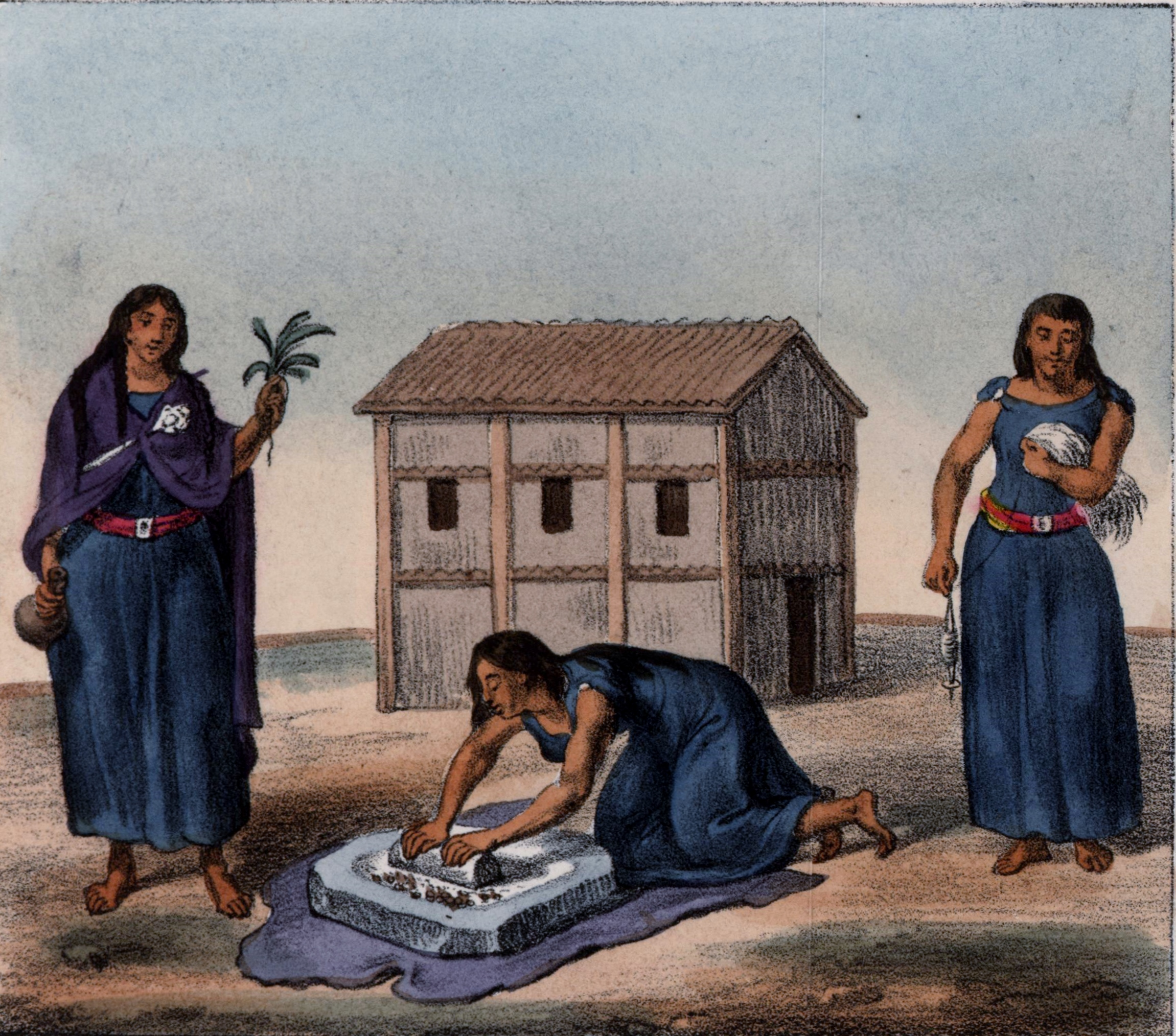
Mujeres mapuches en la producción de alimentos, por Peter Schmidtmeyer

Existe registro del consumo tradicional de su fruto por parte del pueblo Mapuche. A comienzos del siglo XX en los relatos de Pascual Coña, él hace mención a que la producción de la chicha de manzana por los mapuches podía llevar, entre otros, frutos del huingán, el litre, maqui, frutilla, y  lingue.

También se hacia chicha de manzanas. Los antiguos hacían bebidas de muy distintas clases. Entraban en su fabricación las bayas de los arbustos maqui, litre, huingán y la enredadera parrilla; además la frutilla, la quinua y la cebada; hasta los frutos del lingue, los "canchahues" de la luma, los piñones de la araucaria y las papas (patatas). Pero para sus fiestas mas concurridas solían proveerse de la musca, que es chicha de maíz, y del chisco o chicha pura de manzanas. A veces mezclaban las dos clases y la bebían con ocasión de sus festividades.
 Pascual Coña, 1927

Para el pueblo mapuche, el maqui se concibe como el fruto del vegetal denominado külon o külong, y bajo su concepción de vida o az-mapuche mogen, este fruto posee dimensiones profundamente ligadas a identidad y espiritualidad. En esa línea, actualmente el maqui se puede entender como un recurso que fortalece dinámicas en la sociedad mapuche, así como sus sistemas de creencias y cosmovisión. 

## Taxonomía
Aristotelia chilensis   fue descrita por (Molina) Stuntz y publicado en Stirpes Novae aut Minus Cognitae 31. 1785.
Las primeras variedades agroindustriales fueron elegidas por Axel Lovengreen. 
Etimología
Aristotelia: nombre genérico otorgado en honor del filósofo griego Aristóteles.
chilensis: epíteto geográfico que alude a su localización en Chile.
Sinonimia
- Aristotelia glabra Miers
- Aristotelia glandulosa Ruiz & Pav.
- Aristotelia lucida Salisb.
- Aristotelia macqui L'Hér.
- Aristotelia macqui var. alpestris Reiche
- Aristotelia macqui var. andina Phil.
- Aristotelia macqui var. brachystyla Kurz.
- Aristotelia macqui var. leucocarpa Dimitri
- Beaumaria macqui Deless. ex Steud.
- Cornus chilensis Molina[7]

## Nombres comunes
- Maqui, clon, queldón, maque, Azul50.